# Strada statale 51 bis di Alemagna
La strada statale 51 bis di Alemagna (SS 51 bis) è una breve strada statale italiana che si sviluppa interamente in Cadore, in provincia di Belluno.
Ufficialmente inizia nella frazione di Tai di Cadore del comune di Pieve di Cadore e termina a Lozzo di Cadore.
La strada è di competenza dell'ANAS in tutto il suo tracciato.

## Percorso

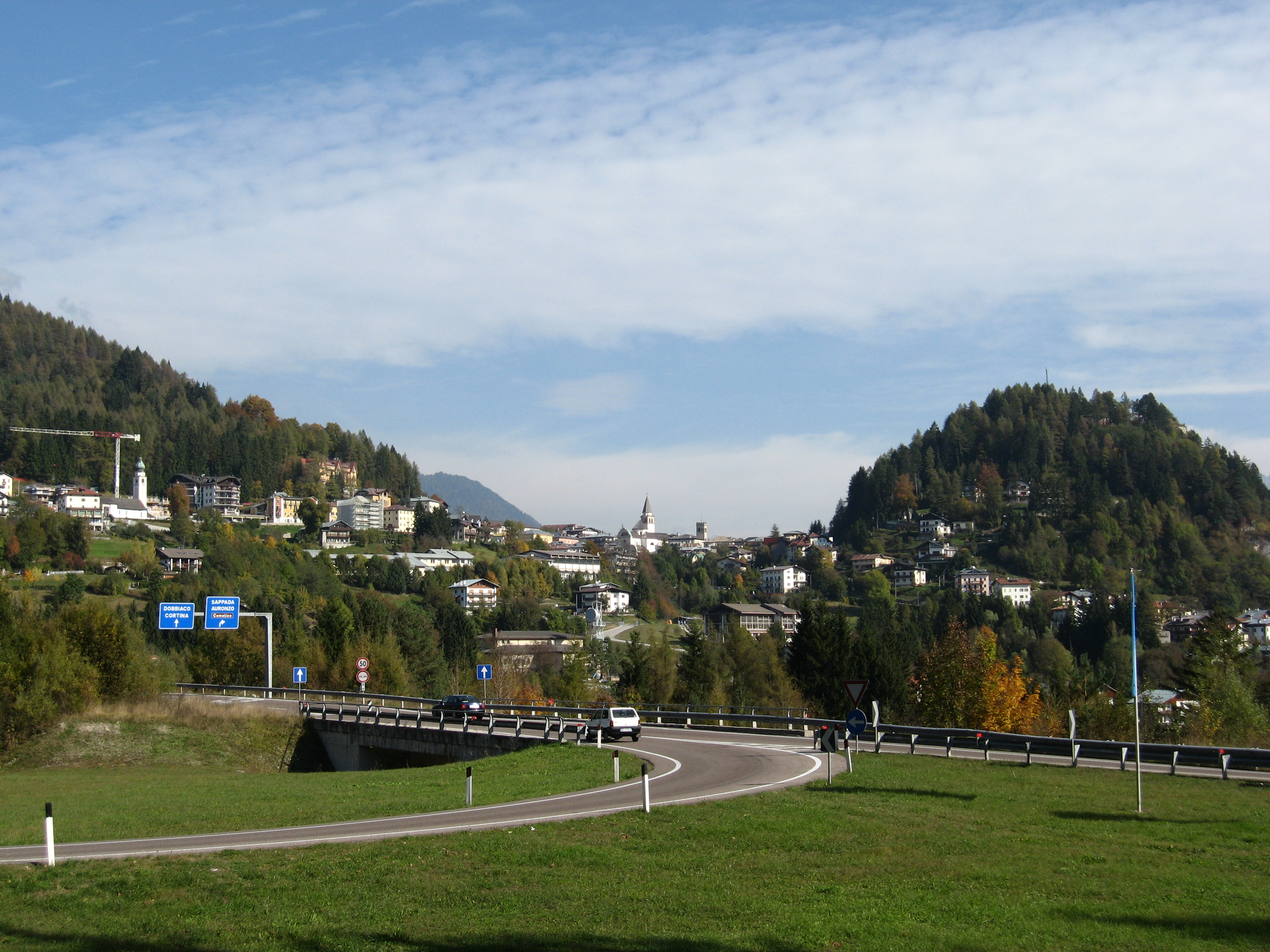
L'incrocio tra la SS 51 e la SS 51 bis

La SS 51 bis inizia dalla strada statale 51 di Alemagna, la quale prosegue nella Valle del Boite giungendo a Cortina d'Ampezzo, al km 0,000. Dopo qualche metro, la strada statale attraversa due tunnel in serie, Valcalda (278 metri) e Montericco (890 metri), costruiti sotto il centro abitato di Pieve di Cadore.
Dopo tali tunnel la 51 bis attraversa una rotatoria, la quale consente di entrare nel centro abitato di Pieve di Cadore, ed entra nel centro abitato di Calalzo di Cadore. Dopo aver attraversato Calazo di Cadore entra a Vallesella, frazione del comune di Domegge di Cadore.
Terminato l'attraversamento di Vallesella, la strada statale entra nel centro abitato di Domegge di Cadore e, dopo aver attraversato tale centro abitato, entra in comune di Lozzo di Cadore, nella località Sant'Anna, dove è presente l'incrocio per il centro abitato di Lozzo di Cadore. Dopo aver attraversato tale incrocio, la strada statale attraversa un ponte a scorrimento veloce (Ronzie e Pradello II) a tre corsie e termina in comune di Vigo di Cadore, nella località "Ponte Nuovo", innestandosi nella strada statale 52 Carnica, proveniente dal Friuli-Venezia Giulia e diretta in Comelico.

## Vecchi tracciati
- Prima della costruzione delle gallerie Valcalda e Montericco, la strada statale correva nel centro abitato di Pieve di Cadore.
- Prima della costruzione dei viadotti Ronzie e Pradello II, la strada statale correva nel centro abitato di Lozzo di Cadore.

I due vecchi tracciati sono oggi declassati a strada comunale.
Inoltre, la rotatoria per l'accesso a Pieve di Cadore, in passato era una semplice intersezione a raso.

## Segnaletica
I segnali di progressiva chilometrica che si trovano sulla strada sono del tipo integrato con segnali di conferma.

## Tabella Percorso
| di Alemagna |                                                                                            |      |           |
| Tipo        | Indicazione                                                                                | km   | Provincia |
|             | di Alemagna Dobbiaco Cortina d'Ampezzo                                                     | 0    | BL        |
|             | Viadotto Galghena                                                                          | 0,2  | BL        |
|             | Galleria Valcalda                                                                          | 0,3  | BL        |
|             | Galleria Montericco                                                                        | 0,7  | BL        |
|             | Pieve di Cadore                                                                            | 2,2  | BL        |
|             | Calalzo di Cadore                                                                          | 2,7  | BL        |
|             | Vallesella di Domegge di Cadore                                                            | 4,8  | BL        |
|             | Grea                                                                                       | 5,4  | BL        |
|             | Domegge di Cadore                                                                          | 7    | BL        |
|             | Lozzo di Cadore Zona industriale Pian dei Buoi                                             | 9,4  | BL        |
|             | Lozzo di Cadore Campo Sportivo Zona industriale                                            | 11,5 | BL        |
|             | Udine Lorenzago di Cadore Vigo di Cadore Auronzo di Cadore Santo Stefano di Cadore Sappada | 12,4 | BL        |